# America's Funniest Home Videos
America's Funniest Home Videos (ofta förkortat AFV) är ett reality-TV- och komediprogram på den amerikanska TV-kanalen ABC som visar hemvideofilmer som har skickats in av programmets tittare. Filmerna är i allmänhet oavsiktliga olyckor, så kallade bloopers eller roliga händelser. 
Upplägget är att det koras vinnare (vinnaren får 10 000 US $ och tvåan 5 000 US $). Dock koras inte vinnare i alla program. Vinnarna får senare återkomma och tävla mot varandra om 100 000 US $. Tidigare var det bara studiopubliken som röstade, men sedan ett tag går det också att rösta via Internet. 
Det första avsnittet visades 26 november 1989 med komikern och skådespelaren Bob Saget som programledare. Flera andra har lett programmet, men mellan 2001 och 2014 var Tom Bergeron programledare, som därmed blev den som lett programmet längst tid. I mars 2014 förklarade Bergeron att han skulle sluta efter den dåvarande säsongens slut. Hans efterträdare blev Alfonso Ribeiro.
Vanligt förekommande inslag handlar om folk som ramlar och slår sig. Även barn och djur är ofta med.
AFV har fått viss kritik för att det visar filmer som mer eller mindre uppenbart är arrangerade i syfte att skickas till programmet. I Sverige har den vistats på TV3 som Klippt och klart och i Kanal 5 med sin originaltitel, numera visas programmet på TV12, i Sverige är varje program uppdelat i två delar, per halvtimme.